# Råsunda
Råsunda Fotbollstadion (normalt bare kaldet Råsunda) var et fodboldstadion i Stockholm i Sverige, der var hjemmebane for Allsvenskan-klubben AIK Stockholm samt Sveriges fodboldlandshold. Stadionet havde plads til ca. 35.000 tilskuere.
Råsunda Fotbollstadion blev nedlagt i 2012 og revet ned i 2013. 

## Historie
Råsunda blev indviet 17. maj 1937, og er blevet benytttet til flere store sportsbegivenheder. Blandt andet lagde det græs til finalen ved VM i fodbold 1958 mellem Sverige og Brasilien, der endte med en brasiliansk sejr på 5-2. 

## Eksterne links
- Stadioninfo Arkiveret 29. august 2005 hos  Wayback Machine
- Stadioninfo

59°21′46″N 17°59′47″Ø / 59.36278°N 17.99639°Ø